# Вурк, Карен
Карен Вурк (фр. Karen Vourc'h; род. 1976) — французская оперная певица (сопрано).

## Биография
Из семьи медиков. Получила степень магистра по физике в университете Макгилла, затем изучала теоретическую физику в парижской Высшей нормальной школе, однако в итоге всё-таки сделала выбор в пользу музыкальной карьеры. Занималась в Парижской консерватории, но прежде всего является ученицей Кристы Людвиг, мастер-классы которой усердно посещала.

## Репертуар
Пела в операх и ораториях Моцарта, Беллини, Доницетти, Россини, Бизе, Гуно, Массне, Дебюсси, Равеля, Цемлинского, Пуленка, Джанкарло Менотти и др. Активно исполняет произведения современных композиторов (Петер Этвёш, Кайя Саариахо, Паскаль Дюсапен).

## Признание
Начиная с 2002 г. стала лауреатом и финалистом ряда французских певческих конкурсов. В 2009 г. удостоена премии «Виктуар де ля мюзик» как французский вокалист — открытие года.